# Promozione Abruzzo 1970-1971
Nella stagione 1970-1971 la Promozione era il quinto livello del calcio italiano (il massimo livello regionale). Qui vi sono le statistiche relative al campionato in Abruzzo.
Il campionato è strutturato in vari gironi all'italiana su base regionale, gestiti dai Comitati Regionali di competenza. Promozioni alla categoria superiore e retrocessioni in quella inferiore non erano sempre omogenee; erano quantificate all'inizio del campionato dal Comitato Regionale secondo le direttive stabilite dalla Lega Nazionale Dilettanti, ma flessibili, in relazione al numero delle società retrocesse dal Campionato Interregionale e perciò, a seconda delle varie situazioni regionali, la fine del campionato poteva avere degli spareggi sia di promozione che di retrocessione.

## Squadre partecipanti

### Classifica finale
|  | Pos. | Squadra                                       | Pt | G  | V  | N  | P  | GF | GS | DR  |
|  | ---- | --------------------------------------------- | -- | -- | -- | -- | -- | -- | -- | --- |
|  | 1.   | S.S. Sulmona, Sulmona                         | 44 | 30 | 17 | 10 | 3  | 49 | 20 | +29 |
|  | 2.   | A.P. Montesilvano, Montesilvano               | 39 | 30 | 15 | 9  | 6  | 40 | 28 | +12 |
|  | 3.   | S.P. Rosetana, Roseto degli Abruzzi           | 38 | 30 | 13 | 12 | 5  | 41 | 20 | +21 |
|  | 4.   | Pol. Ate Tixa, Atessa                         | 37 | 30 | 16 | 5  | 9  | 50 | 32 | +18 |
|  | 5.   | G.S. Nino Mezzanotte, Pescara                 | 37 | 30 | 14 | 9  | 7  | 48 | 30 | +18 |
|  | 6.   | S.S.C. Silvi, Silvi Marina                    | 32 | 30 | 13 | 6  | 11 | 38 | 28 | +10 |
|  | 7.   | Birra Moretti, Popoli                         | 32 | 30 | 11 | 10 | 9  | 35 | 33 | +2  |
|  | 8.   | A.S. Penne, Penne                             | 31 | 30 | 13 | 9  | 10 | 47 | 43 | +4  |
|  | 9.   | S.P. Hatria, Atri                             | 29 | 30 | 8  | 13 | 9  | 33 | 33 | 0   |
|  | 10.  | S.S. Tagliacozzo, Tagliacozzo                 | 28 | 30 | 9  | 10 | 11 | 29 | 28 | +1  |
|  | 11.  | Pol. Sagittario Pratola, Pratola Peligna (-1) | 26 | 30 | 9  | 9  | 12 | 41 | 40 | +1  |
|  | 12.  | Aquilorione, Avezzano                         | 26 | 30 | 9  | 8  | 13 | 26 | 34 | -8  |
|  | 13.  | A.S. Cliternum, Celano                        | 25 | 30 | 9  | 7  | 14 | 37 | 47 | -10 |
|  | 14.  | A.S. Montorio, Montorio al Vomano             | 24 | 30 | 7  | 10 | 13 | 29 | 39 | -10 |
|  | 15.  | U.S. Pantaleone Rapino, Ortona                | 23 | 30 | 6  | 11 | 13 | 29 | 43 | -14 |
|  | 16.  | Pol. Cepagatti, Cepagatti                     | 8  | 30 | 2  | 4  | 24 | 14 | 88 | -74 |